# آي. بيفرلي لاك سينيور
آي. بيفرلي لاك سينيور (بالإنجليزية: I. Beverly Lake, Sr.)‏ هو قاضي ومحامي أمريكي، ولد في 1906، وتوفي في 1996.